# Henyey (cráter)
Henyey es un cráter de impacto que se encuentra en la cara oculta de la Luna, con el cráter Dirichlet muy próximo a su lado sur. A menos que un diámetro del cráter hacia el noreste aparece el gran cráter Mach, y al noroeste se halla Mitra.
|  |

Se trata de un cráter desgastado y erosionado que ha sido en parte desintegrado por impactos posteriores. El cráter alargado Henyey U está unido al borde exterior occidental. El suelo interior occidental de Henyey es interrumpido por algunos pequeños cráteres.
Henyey se encuentra en el margen oriental de la Cuenca Dirichlet-Jackson.

## Cráteres satélite
Por convención estos elementos se identifican en los mapas lunares colocando la letra en el lado del punto medio del cráter que está más cercano a Henyey.
|        | \| Henyey \| Coordenadas \| Diámetro \| \| ------ \| ------------------------------- \| -------- \| \| U \| 14°12′N 153°00′O / 14.2, -153.0 \| 45 km \| \| V \| 14°42′N 153°54′O / 14.7, -153.9 \| 26 km \| |          |
| Henyey | Coordenadas | Diámetro |
| U      | 14°12′N 153°00′O / 14.2, -153.0 | 45 km    |
| V      | 14°42′N 153°54′O / 14.7, -153.9 | 26 km    |